# Kamil Janáček
Kamil Janáček (14. června 1943 Praha – 20. září 2023 Praha) byl český ekonom, v letech 2010–2016 člen bankovní rady České národní banky.

## Život
Vystudoval Fakultu obchodní Vysoké školy ekonomické v Praze (promoval v roce 1965 a získal tak titul Ing.). V letech 1967 až 1968 studoval na Centre Européen Universitaire na Université de Nancy ve Francii. Nejvyšších vědeckých titulů dosáhl v 90. letech 20. století, když se na VŠE v Praze stal v roce 1991 nejdříve docentem a v roce 1997 byl jmenován profesorem.
V letech 1964 až 1992 pracoval jako vědecký pracovník v Ekonomickém ústavu Československé akademie věd. Na přelomu let 1991 a 1992 působil jako poradce guvernéra Státní banky československé. V roce 1992 se pak stal náměstkem ministra práce a sociálních věcí Jindřicha Vodičky, v této funkci působil do roku 1993.
Od roku 1994 až do června 2010 byl hlavním ekonomem Komerční banky.
Vyučoval na NF VŠE v Praze, kde byl také od roku 2006 členem vědecké rady. Publikoval v českém i zahraničním tisku, byl autorem či spoluautorem 25 knih a 106 výzkumných studií. V odborné rovině se zaměřoval na makroekonomickou teorii a analýzu, teorii spotřeby a zejména pak na otázku transformace české ekonomiky.
Angažoval se v Institute of International Finance (sídlí v americkém Washingtonu), kde reprezentoval Komerční banku a později Českou národní banku. Pravidelně spolupracoval se Světovou bankou, OECD a dalšími institucemi.
V červnu 2010 jej prezident Václav Klaus jmenoval s účinností od 1. července 2010 členem bankovní rady České národní banky. Mandát mu vypršel na konci června 2016.
Jeho jméno figuruje ve svazcích komunistické tajné policie s krycím jménem „Kamil“. Ke svému záznamu se Janáček veřejně nevyjadřoval, ale ve spisu je uvedena značka „KA“ (tj. kandidát agenta), což znamená, že nemuselo jít o vědomou spolupráci. V roce 1989, několik měsíců před pádem režimu, v televizním vysílání odmítl zpochybnění výsledků socialistické ekonomiky Milošem Zemanem prezentované v Technickém časopise Prognostika a přestavba.
Jeho žena Stanislava Janáčková pracovala v letech 1992 až 2000 jako expertka v České národní bance. Měli spolu dvě dcery – Martinu (* 1970) a Kamilu (* 1976).